# Niemijärvi (sjö i Suomussalmi, Kajanaland)
Niemijärvi är en sjö i kommunen Suomussalmi i landskapet Kajanaland i Finland. Den är 1,7 meter djup. Arean är 45 hektar och strandlinjen är 4,33 kilometer lång. Sjön  ingår i Uleälvens huvudavrinningsområde.   Den ligger omkring 110 kilometer öster om Kajana och omkring 550 kilometer nordöst om Helsingfors. 